# 黒髭
黒髭（くろひげ、英: Blackbeard）として知られるエドワード・ティーチ、あるいはエドワード・サッチ（英: Edward Teach または Edward Thatch、1680年? - 1718年11月22日）は、西インド諸島（カリブ海）と北アメリカの東海岸周辺で活動していたイギリス出身の海賊。その経歴の初期はよくわかっていないが、アン女王戦争（スペイン継承戦争）中に私掠船の船乗りとして生活し、1716年頃に海賊ベンジャミン・ホーニゴールドの手下となって彼の拠点であるニュープロビデンス島に移住した。ホーニゴールド配下の時代では、後に拿捕したスループ船の船長に任命されて海賊船団の一角を構成するなど、共に多数の略奪行為を重ねる。船団は後にスティード・ボネットが船長を務める船を含む2隻が加わり拡大したが、1717年の終わり頃にホーニゴールドは2隻の船と共に海賊を辞め、それに前後してティーチは海賊団の実権を握り、残った船団を統率するようになる。
1717年11月28日、ティーチはフランスの商船ラ・コンコルド号を拿捕し、これを「アン女王の復讐号（Queen Anne's Revenge）」と名付けて40門の大砲を乗せ、海賊団の旗艦とした。ここからティーチは海賊としての知名度を上げ、その豊かな黒いアゴ髭と恐ろしい外見から「黒髭（Blackbeard）」と渾名された。ティーチの海賊団はその後も勢力を拡大し、1718年5月にはカロライナ植民地のチャールズタウン（現在のサウスカロライナ州チャールストン）の港を封鎖し、人質をとって町に要求を突きつけるなど悪名を轟かせた。しかし、翌6月にノースカロライナ州ボーフォート近くの砂州でアン女王の復讐号と他1隻が座礁・損傷し、放棄しており、海賊団からボネットが離脱するなど、海賊団は大幅に縮小した。
海賊退治の使命を受けたウッズ・ロジャーズがバハマ総督に任命され西インド諸島に派遣されるなど、イギリスによる対海賊政策が強化される情勢の中で、ティーチはノースカロライナ植民地の総督チャールズ・イーデンの恩赦を受け、カロライナ植民地のバスの町（現在のノースカロライナ州ボーフォート郡バス）に移住する。しかし、間もなくティーチはイーデンの黙認下で海賊活動を再開し、ロジャーズの追跡から逃れてきたチャールズ・ヴェインなど他の海賊たちを迎え入れたりもした。これらの動きによって、隣地のバージニア植民地総督のアレクサンダー・スポッツウッドに目をつけられ、彼の執拗な捜査の結果、1718年11月22日の激しい戦闘によって黒髭は、何人かの手下たちと共にロバート・メイナード大尉が率いる兵士たちに殺害された。
ティーチは、自分が望む反応を相手から引き出させるためにイメージ作りをするなど、ただ力に頼るだけではない計算高いリーダーだった。現代ではステレオタイプの専制的な海賊のイメージがあるが、実際には船員らの合意を得て命令を下し、また、捕虜を傷つけたり殺したというような記録はない。後世においては黒髭のキャラクターは、ジャンルを問わない多くの創作物において典型的な海賊像としてインスピレーションを与えた。

## 経歴

### 表舞台に登場するまで
黒髭の初期の経歴はほとんどわかっていない。通説では死亡時の年齢は35から40歳で、1680年頃に生まれたと考えられている。現代の記録では、彼の名前は「黒髭（Blackbeard）」「エドワード・サッチ（Edward Thatch）」「エドワード・ティーチ（Edward Teach）」が頻出するが、ティーチが最もよく用いられる。また、その姓もいくつか綴りのブレが存在し、Thatch、Thach、Thache、Thack、Tack、Thatche、そしてTheachがある。ある初期の情報では、彼の姓をDrummondとするものがあるが、裏付けとなる史料がなく信憑性は低い。海賊は血筋の名誉を傷つけないために、偽名を用いるのが一般的であり、そのためティーチの本名を知るすべはない。
ティーチはほぼ確実に読み書きができ、商人と連絡を取り合い、殺害された時にはカロライナ植民地政府の主席判事かつ書記官でもあったトビアス・ナイト（Tobias Knight）の手紙を所有していた。このため、著述家のロバート・リーは、ティーチは上流で裕福な家の出かもしれないと推測している。17世紀末頃にティーチは、商船（おそらく奴隷船）でカリブ海にやってきたと推定される。キャプテン・チャールズ・ジョンソンの『海賊史』では、ティーチはスペイン継承戦争中にジャマイカの私掠船に従事していた船乗りであり、「彼は類稀な大胆さと蛮勇をしばしば区別していた」と説明されている。ただ、いずれにしても、彼が海賊になる前の大部分の記録と同じく、彼がいつから戦争に参加していたのかもわからない。

### ニュープロビデンス島時代

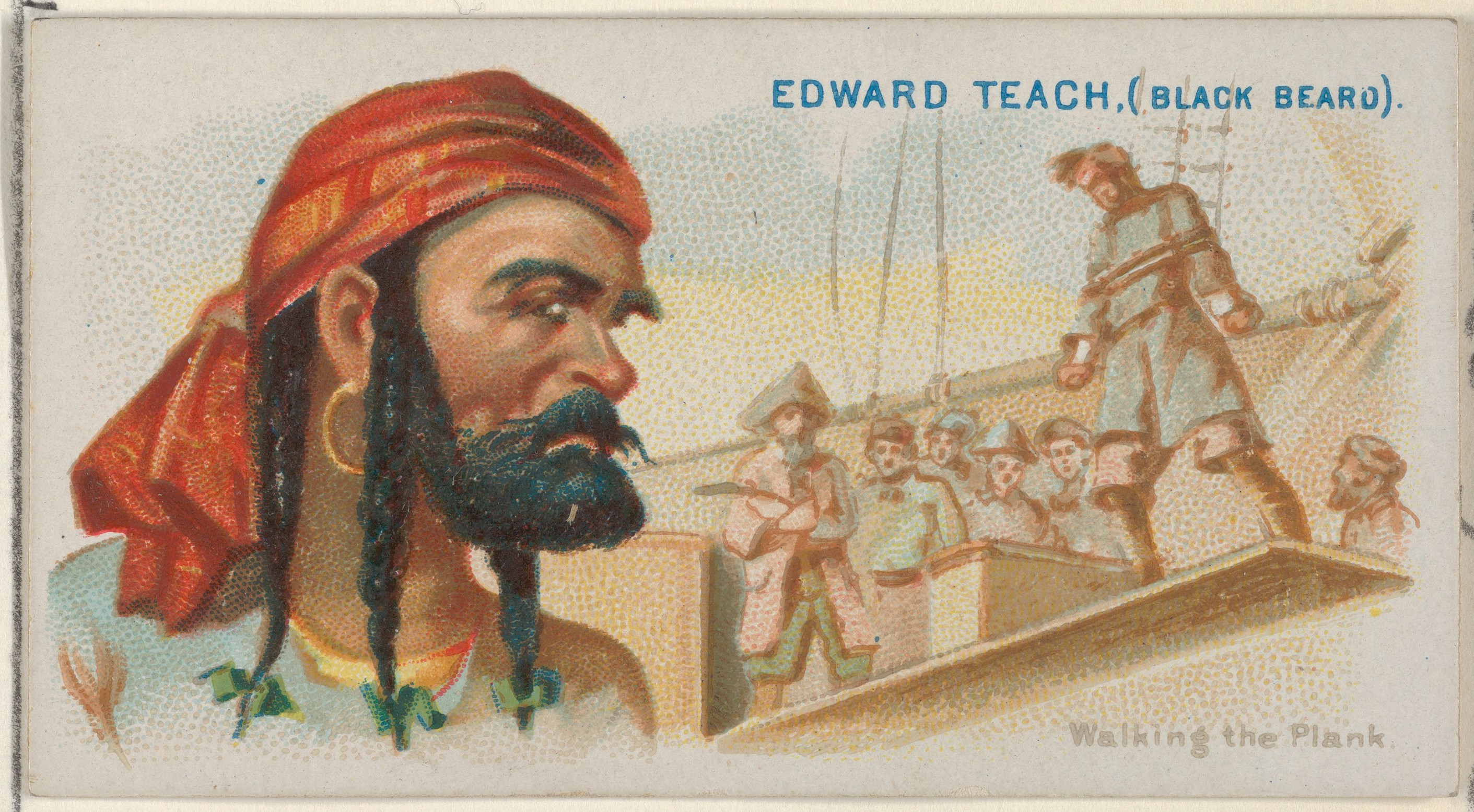
エドワード・ティーチ (黒髭)が描かれているAllen & Ginterのシガレットカード「Pirates of the Spanish」シリーズ(N19)から「板歩きの刑(Walking the Plank)」

植民地主義、貿易、海賊の歴史を持つ西インド諸島（カリブ海）は、17世紀と18世紀の多くの海での事件の舞台だった。私掠船から海賊となったヘンリー・ジェニングスと、彼の後継者たちは18世紀の初め頃に、統治機構が撤退したニュープロビデンス島を拠点として使うことにした（海賊共和国）。それはフロリダ海峡と大西洋を通過するヨーロッパの船で往来が激しい航路に容易く手を出せる位置にあった。ニュープロビデンスの港は、何百もの船を容易に収容できる一方で、イギリス海軍の大型船が航行するには浅いという特徴があった。作家のジョージ・ウッドベリーはニュープロビデンス島を「家がない街。文字通り浮浪する者たちの一時的な滞在と快楽の場所だった」と続け、「定住者は海賊の支持者か貿易業者、死刑執行人くらいだった。他のものはすべて一時的な滞在者にすぎなかった」と記す。ニュープロビデンスでは海賊は歓迎され休息を得られた。
ティーチは島の恩恵を受けるようになった者たちの一人だった。1713年にユトレヒト条約が調印された直後に、おそらく彼はジャマイカから移住し、かつて戦争に関わった私掠船の仲間とともに海賊稼業に関わるようになった。推定では1716年頃にニュープロビデンスの安定的な海域で活動していた有名な海賊船長ベンジャミン・ホーニゴールドの手下になった。1716年にホーニゴールドは拿捕したスループ船の船長としてティーチを任命した。1717年初頭に、それぞれスループ船を指揮するホーニゴールドとティーチは本土へと向かい、ハバナから出港した120バレルの小麦粉を運ぶ船舶や、さらに間もなくバミューダ諸島から出向した100バレルのワインを運ぶスループ船を拿捕した。数日後、船はマデイラからカロライナ植民地のチャールズタウンへの航行中に停止した。その時、ティーチと彼の側近（クォーターマスター）ウィリアム・ハワードは手下たちに対する指揮に悩んでいたかもしれない。9月29日、チャールズ岬の近くで、バージニア植民地のベティ号から、その船が沈む前にマデイラからの荷物を積み込んでおり、おそらく彼らはマデイラ・ワインを堪能していた。
このホーニゴールドとの航海中に、ティーチが自分の意志で大勢の船員を指揮する海賊だという最初期の記録が作られた。ノースカロライナで海賊に対する哨戒を行っていたMathew Munthe船長の報告によれば、ティーチ（Thatch）は「大砲6門と砲手6人、約70人の手下」を指揮しているとされていた。9月にホーニゴールドとティーチは、大地主で武官を務める裕福な家の出身だがその年の頭に海賊を始めたスティード・ボネットと出会う。約70人のボネットの手下達は彼の指揮に不満を持っていたと伝えられ、そのため、ティーチはボネットの許可を得て、指揮権を彼らの船リベンジ号ごと引き継いだ。こうしてティーチが乗るリベンジ号と、彼の元いた船、そしてホーニゴールドのレンジャー号と、彼らの海賊団は3隻での構成となった。10月までに別の船がさらに鹵獲され、船団に加えられた。1717年10月22日に2隻のスループ船、フィラデルフィアのロバート号とダブリンのグッド・インテント号が海上で襲撃され、彼らの積荷は残らず奪われた。
元イギリス軍の兵士としてホーニゴールドは、元々の敵（スペインやフランス）の船だけを標的にしていた。しかし、襲われることなく貴重な物資を運ぶイギリス船が多く見られるようになると、1717年末に手下たちはホーニゴールドを船長の役から引きずり下ろした。ティーチがこの決定にどのように関与したのかは不明だが、間もなくホーニゴールドは海賊稼業から足を洗った。ホーニゴールドはレンジャー号ともう1隻のスループ船を持って去り、ティーチはリベンジ号と残りの1隻を受け取った。そして翌年6月、ニュープロビデンス島の多くの住民と共にホーニゴールドはウッズ・ロジャーズから王の恩赦を受けることとなり、ティーチとホーニゴールドが会うことは二度となかった。

### 黒髭として

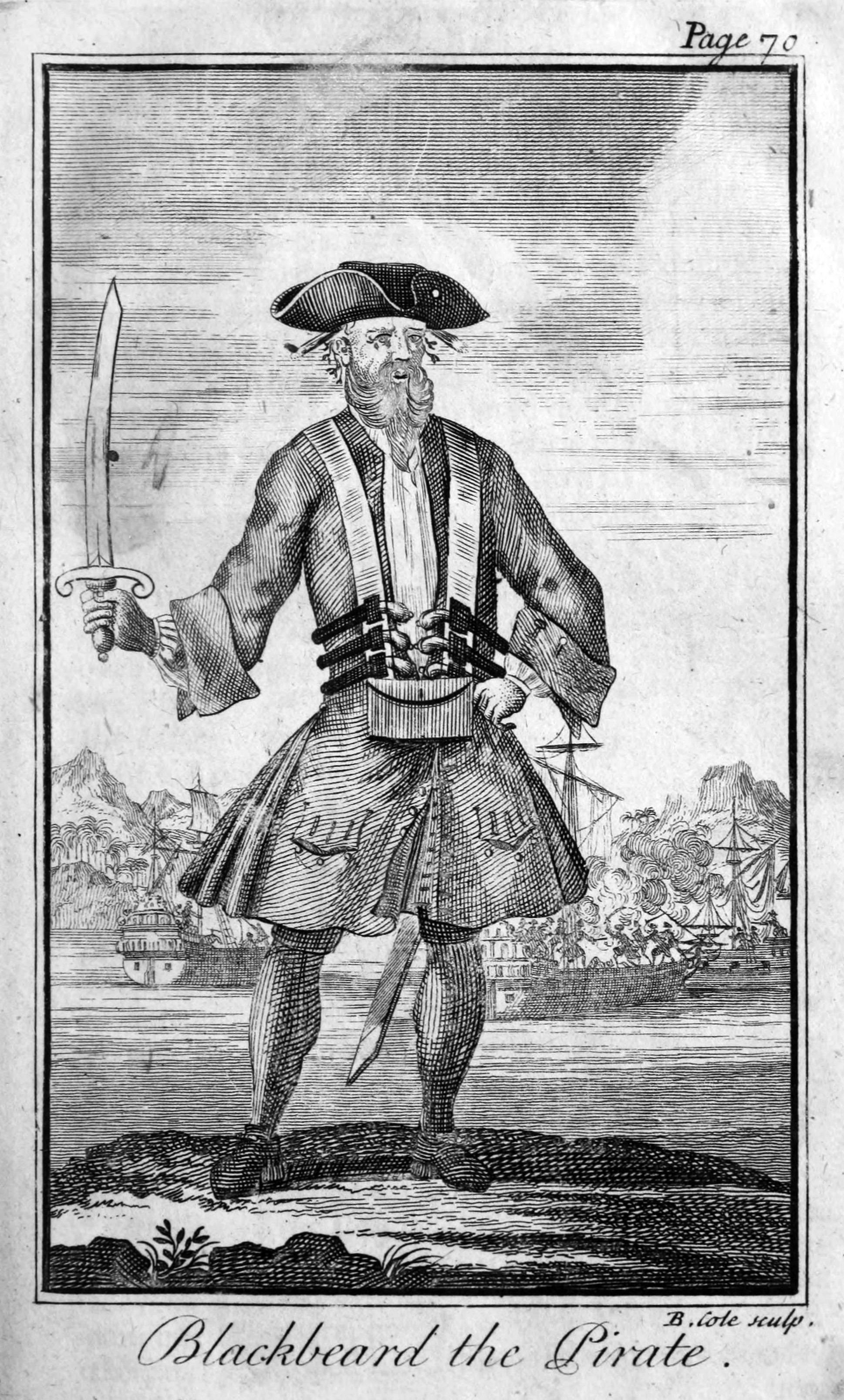
『海賊史』の第2版でベンジャミン・コールによって描かれた黒髭

1717年11月28日、ティーチが指揮する2隻の船は、セントビンセント島沖でフランスの大型商船を攻撃した。彼らの舷側砲による砲撃は舷墻を超え、何人かの船員が死に、船長は降伏した。拿捕された船はサン・マロに所属するフランスの大型奴隷船（Guineamen）ラ・コンコルド号で、奴隷を輸送中であった。ティーチたちは、セントビンセント・グレナディーンに沿って南方のベキア島に向かい、そこでラ・コンコルド号の船員と積荷（奴隷）を下船させた後、船を自分たちの使用目的に合わせ改造した。ティーチは、ラ・コンコルド号の船員たちに所有する2隻のスループ船の内、小さい方をMauvaise Rencontre号（悪い意味を持つ）と改名して与え、その船はマルティニーク島に向かった。奴隷たちに関しては、ティーチが何人かを仲間に迎え入れたかもしれないが、残りは島に取り残され、後に戻ってきたMauvaise Rencontre号の船員たちに回収された。
ティーチはすぐにラ・コンコルド号をアン女王の復讐号に改名し、40門の大砲を配備させた。この時までにティーチは部下のルテナント・リチャーズに、ボネットのリベンジ号の指揮権を与えている。11月下旬、セントビンセント島近くでGreat Allen号を襲撃し、長い交戦の末に、この大型武装商船を降伏させた。ティーチは岸に着けるよう命令すると船員たちを下船させ、積荷を奪ってから火をつけて沈めた。この事件はボストン・ニュースレターで報じられ、ティーチは「32門のフランス船、10門のブリガンティン、12門のスループ船」を指揮していたという。ティーチがいつ10門のブリガンティンを手に入れたのかは不明だが、この時までに少なくとも約150人の手下と3隻の船を率いていたものと思われる。
12月5日、ティーチは、アンギラ島近くのカニ島の浜に停泊中であったスループ船の商船マーガレット号を拿捕した。船長のヘンリー・ボストックと船員たちは約8時間に渡ってティーチの捕虜として、自分たちの船が蹂躙されるのを見ることを強いられた。アン女王の復讐号の船内に勾留されたボストックだったが、その後、マーガレット号に無傷で解放され、他の船員らと共に帰ることを許された。彼がセントクリストファー島の駐屯基地に戻って、このことをウォルター・ハミルトン総督に報告すると、総督は宣誓供述書（Affidavit）にしたためるよう要請した。ボストックの口述書では、ティーチが指揮する2隻の船舶について詳しく書かれている。それによれば1隻のスループ船と、フランスの大型奴隷船からなり、オランダ製の36門の大砲と300人の手下たちを擁していたという。その大型船にはGreat Allen号の艦長から奪ったと思われる高価な金粉や銀のメッキ品、また「とても精巧なカップ（a very fine cup）」があった。ティーチの手下は、ボストックに他の船舶をいくつか襲ったことや、イスパニョーラ島に向かい、駐屯軍に支払う資金を運んだスペイン艦隊を待ち伏せする計画を立てていることなどを明かしてきた。ボストックはまたティーチが現地の船の動きについて質問してきただけではなく、近く海賊に対する王の恩赦が行われるかもしれないと伝えた時に特に驚いた様子は見せなかったとも述べている。
ボストックによれば、ティーチは「背の高い引き締まった体格の男で、とても豊かな黒いアゴ髭をしていた」と説明している。これがティーチの容姿に関する最初の記録であり、彼の異名「黒髭」の由来である。後の記録では、彼は豊かな黒髭をおさげ状に編み込み、時々、色のついた小さなリボンを結びつけていたという。『海賊史』では「地獄から来たような凶暴さをより恐ろしく見せるように、常人では思いつかないようなアイデアに基づいた格好をしていた」と説明されている。この記述がまさしく事実か誇張かは不明だが、ティーチは外見の価値を理解していたように思われる。ただ怒鳴り散らすよりも、相手の心に恐怖を抱かせることを重視していた。ティーチは背が高く、肩幅が広かった。膝丈のブーツに暗い色の服を着込み、つば広帽に、時に鮮やかな色のシルクやビロードのロングコートを着ていた。『海賊史』ではまた、戦闘中のティーチは「肩がけにした吊り帯に3対（6丁）のピストルがセットされた弾帯のようなホルスターがぶら下がっており、帽子の下には点火した導火線（スローマッチ）をつけていた」という。後者は明らかに恐ろしい外見を相手に誇示するのが目的だった。コンスタムによれば、ティーチはその悪名高さに反して、捕虜を殺害したり、暴力をくわえたことを証明する記録はないという。ただ、別名を使っていた可能性はあり、11月30日にモンセラーテ・マーチャント号は、Kentish船長とエドワード船長が指揮する2隻のスループ船に遭遇したというが、このエドワードとはスティード・ボネットの別名である。

### 海賊団の拡大
1717年の終わりから1718年初頭にかけてのティーチの行動はわかっていない。ヘンリー・ボストックは、ティーチらがイスパニョーラ島のスペイン支配下にあるサマナ湾に向かうと言っていた、と口述しているが、捜査の結果、海賊行為は発見されなかった。 英国艦スカボロー号のヒューム艦長は、2月6日に「36門の大砲と250人の兵士を擁する海賊船と、10門の大砲と100人の船員の船からなる一団がリーワード諸島を航行中という情報を得た」と報告した。ヒュームはこの2隻が、セントクリストファー島沖でフランスの船を沈めたと考え、船員をマスケット銃で補強して追跡し、最終的に「イスパニョーラの北方向に去っていった」のを見たと報告した。この2隻の船がティーチとボネットによって指揮されていたという確証はないが、作家兼歴史家のアンガス・コンスタム）は黒髭の船団であった可能性が非常に高いと考えている。
1718年3月、2隻はベリーズの東にあるターネフ島での給水中に、港を作るためにジャマイカ産のアカミノキを切り出していたスループ船アドベンチャー号を停止させ、その船長であるハリオットに海賊団に入らないかと誘った。ハリオットと部下たちは誘いを受けたため、ティーチはアドベンチャー号に手下を配属させ、船長にイスラエル・ハンズを任命した。さらにホンジュラス湾への航行中に、別の船と4つスループ船を海賊団に加えた。4月9日、ティーチの拡大した船団はプロテスタント・シーザー号を襲撃して略奪し、火をつけた。そして彼らは「小さな亀（small turtler）」を捕獲し、グランドケイマン島から出航した。ティーチはおそらくハバナに向かって航海したが、その途中でキューバを出港した小さなスペイン船を拿捕したのかもしれない。それから彼らはフロリダの東海岸沖に1715年に沈没したスペイン艦隊の残骸に向かって出航した。ティーチは、カロライナ植民地のチャールズタウンへと北上する前に拘束していたスペインのスループ船の船員たちを解放し、道中では3隻の船を襲撃した。

### チャールズタウン封鎖

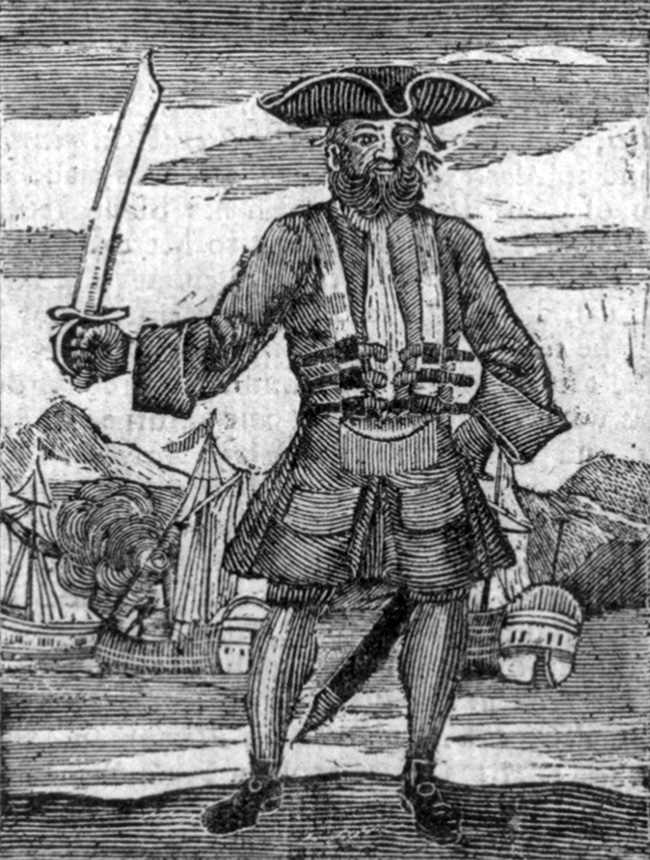
「海賊黒髭」。1725年発行の『海賊史』での挿絵。

1718年5月までにティーチは自分自身に提督（Commodore）の地位を与え、権勢は最高潮に達していた。その月の後半に彼の艦隊はサウスカロライナ植民地（正確にはまだカロライナ植民地）のチャールズタウン（現在のチャールストン）の港を封鎖した。港を出入りするすべての船舶は止められ、街には警備船が無かったために最初に水先案内船が拿捕された。その後、5-6日の間に、海賊団が停泊していたチャールズタウン・バー（街から南東約8マイルに広がる砂州）を超えようとしたおよそ9隻の船が拿捕された。その内の1隻は、サミュエル・ラッグ（カロライナ植民地の評議会のメンバー）を含む著名なチャールズタウンの市民グループを乗せたクローリー号であった。船の乗客たちは港に停泊している他の船について聴取され、そして約半日ほどデッキ下に閉じ込められた。ティーチは人質たちに、自分たちが医療品を必要としていてサウスカロライナ植民地政府に要求すること、もし要求が拒否された場合には、すべての人質を処刑して、その首を総督に送りつけ、拿捕した船もすべて焼き捨てると伝えた。
ラッグがティーチの要求に同意したため、人質の代表マークス氏と2人の海賊が薬を集めるのに2日の猶予を与えられ街へ向かった。ティーチは彼の艦隊と拿捕した船を陸から約5-6リーグ以内に移動させた。マークスの船は途中で転覆してしまったがためにチャールズタウンに連絡が届くのは遅れ、艦隊へマークスからの返答が届いたのは3日後であった。ティーチはさらに2日の猶予を与えたが、送り出した者たちは戻ってこなかった。そのため、ティーチは仲間たちに連絡して8隻の船を港へと乗り入れさせ、街はパニックに陥った。マークスはようやく艦隊に戻ると、何があったかを釈明した。街に到着すると彼はすぐに総督に海賊の要求を伝え、薬はすぐに集められた。ところが、一緒に送られた2人の海賊が見つからなかった。彼らは仲間と酒を飲むのに夢中になっており、見つけた時には泥酔していたという。
ともかくティーチは交渉内容を守り、拿捕した船と人質たちを無事に解放した。もっとも、彼らの上等な服を含む貴重品は一部しか返さなかった。

### ボーフォートの入り江

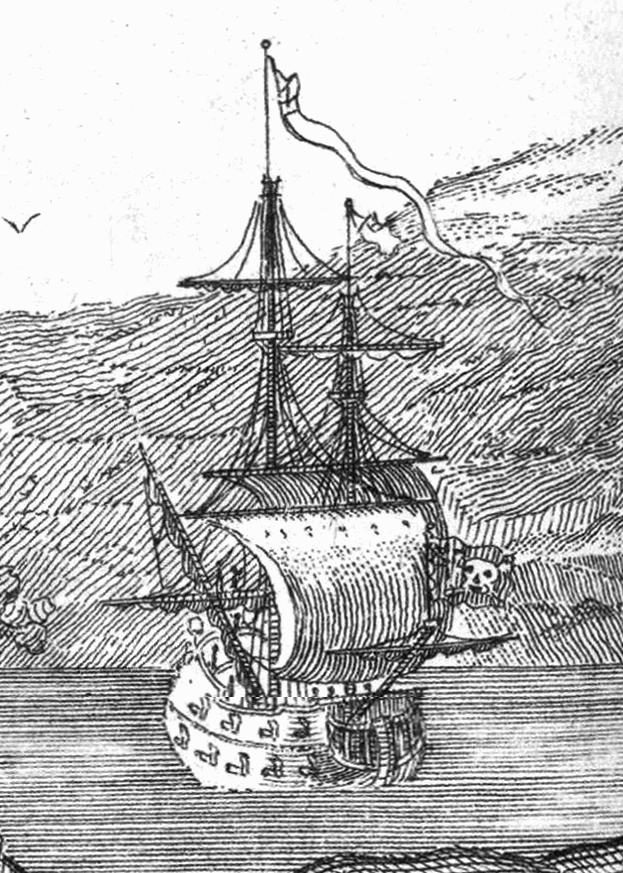
アン女王の復讐号を描いたイラスト（1736年）

チャールズタウン滞在中、ティーチはウッズ・ロジャーズが軍隊を率いてイギリスを出発し、西インド諸島から海賊を追放する命令を出したことを知った。ティーチの海賊団は大西洋沿岸に沿って北上し、ノースカロライナのボーフォートの入り江に向かった。そこで船の整備をするつもりであったが、1718年6月10日にアン女王の復讐号は砂州に座礁し、メインマストにはヒビが入り、船体は酷く傷ついた。船を助けるため、ティーチは他のスループ船にロープで引っ張るように命令した。しかし、イスラエル・ハンズが指揮するアドベンチャー号も座礁してしまい、修理不可能なほどの損傷を受けた。これによって保有する船は、リベンジ号とスペインのスループ船のみとなってしまった。
ティーチはある段階から王室による恩赦の件を知り、おそらくそれを受け入れる意向をボネットには伝えていた。ただ、この恩赦は1718年9月5日以前に降伏した者に適用される以外に、その免責対象が1月5日以前の略奪行為に限るという規定が存在した。普通に考えれば、チャールズタウンの一件のためにティーチとボネットは絞首刑にされる危険があったが、当局がそれを目こぼしする可能性は大きかった。ティーチはノースカロライナのチャールズ・イーデン総督は信頼できると考えていたが、念のために、他の船長に対する動向を見てから動くことに決めた。ボネットは小さな帆船でノースカロライナの中心地であったバスの町へ向かい、そこでイーデン総督に降伏し、恩赦を受けた。それからボネットはボーフォートに戻り、リベンジ号と残りの船員を招集してセント・トーマス島に向かうつもりであった。ところが残念なことに、ティーチは船の貴重品や船員たちを奪い去っていた。ボネットは報復しようとしたが見つけることはできず、仕方なくボネットと手下たちは海賊行為に戻ったが、1718年9月27日にケープフィア川の河口で逮捕された。その後、チャールズタウンで4人を除いて絞首刑に処された。
著述家ロバート・リーは、ティーチとハンズが戦利品の分け前を増やすために海賊団員の数を減らそうとし、故意に船を座礁させたのではないかと推測している。例えばボネットの手下たちの裁判において、リベンジ号に乗っていたIgnatius Pellは「船を座礁して失ったのは、ティーチ（Teach）の狙いだった」と証言している。リーは、ティーチがボネットにイーデン総督からの恩赦を受けるという計画を実行させたのが、一番ありえるとしている。彼はボネットに自分も後に続くこと伝え、さらに四国同盟とスペインの間で戦争が起きそうな気配であり（四国同盟戦争）、その際にイギリスから私掠免許状がもらえると吹き込んでいた。リーは、他にもティーチがボネットにリベンジ号を返還をしたことも根拠として挙げている。コンスタムも同様にティーチが故意に座礁させた説を提唱し、理由としてティーチはアン女王の復讐号がかえって海賊稼業の邪魔になっているとみなし始めたのではないかと説明している。例えば海賊艦隊が停泊しているとなれば、このことは近隣の街や植民地に知らされ、近くの船は航行を見合わせるだろうから。そのため、船を損壊させたのはやや極端な作戦だったが、あまり長く留まらなかったのは賢明な判断であった。

### 恩赦と復帰

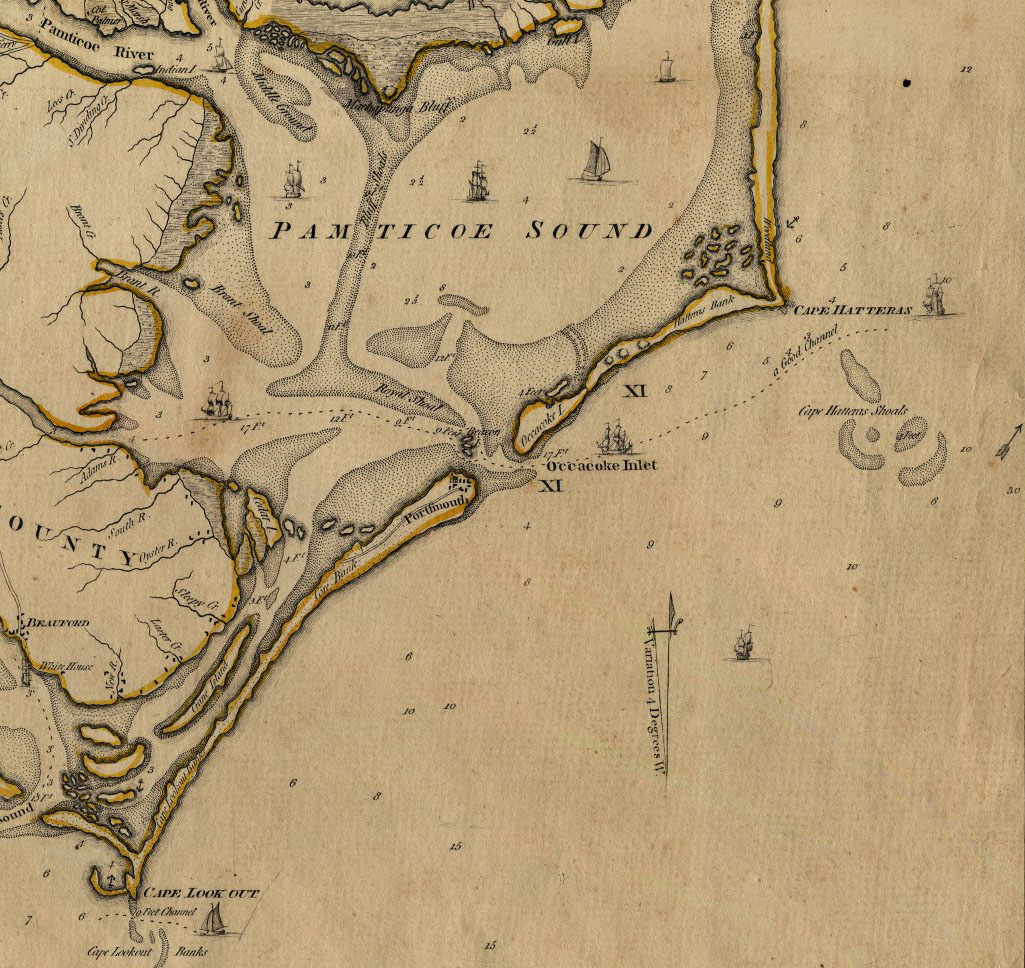
オクラコークの入り江とその周辺の地図（1775年）

ティーチは残ったスループ船でオクラコークの入り江に向けて北に進む前に、約25人の手下たちを陸地から1リーグ離れた浜だけの島に置き去りにしていた。これは、彼らがティーチの計画に感づいて反抗しようとしたために行われたのかもしれない。なお、置き去りにされた者たちは2日後に戻ってきたボネットが助け出している。一方、ティーチはバスに向かって進み続け、1718年6月（それはボネットが恩赦を受けて出発した数日後）、彼と大幅に減少した手下たちはイーデン総督からの恩赦を受けた。
彼はバスに定住することを決め、イーデンの総督邸の近くでもあるバスの入り江の東側に位置するプラム岬に住んだ。7月から8月にかけて、ティーチは街での拠点とオクラコークに停泊させた自分のスループ船の間を行き来していた。裏付ける証拠はないが、『海賊史』の説明によれば、この頃、地元のプランテーションの所有者の娘と結婚したという。イーデンは、ティーチに私掠船としての任務のためにセント・トーマス島に航海する許可を与えた（これは小さな開拓地から面倒な海賊を追い払うのに有用な方法だった）。また、ティーチは残ったスループ船の正式な権利を認められ、それをアドベンチャー号と改名した。8月末までには彼は海賊行為に戻っており、同月にペンシルベニア植民地総督は逮捕状を出したくらいだが、おそらくこの頃にはティーチは少し離れたデラウェア湾で活動していた。彼は2隻のフランス船をカリブ海から出航させ、1人の船員を他に移動させると、残った船をオクラコークに戻させた。9月に、彼は海上に放棄されたフランスの船を発見したとイーデンに伝えた。すぐにトビアス・ナイトと税関の徴収官が統括する代理海事裁判所（Vice admiralty court）が召集された。船は海上で発見された遺棄品と判断され、その積荷の内、大樽20樽分の砂糖がナイトに、60樽がイーデンに引き渡され、船倉にある残りの貨物はすべてティーチと彼の手下たちに与えられた。
オクラコークの入り江は、ティーチのお気に入りの拠点だった。ノースカロライナ北東部の様々な集落間を航行する船を見つけるのに最適な立地だった。そこでティーチはイギリスの海賊チャールズ・ヴェインの海賊船を発見した。数ヶ月前にヴェインはウッズ・ロジャーズによる恩赦を拒絶して英国海軍の包囲からナッソーを脱出したばかりであった。また、海賊ハンターとなっていたティーチの元上司ホーニゴールドの追跡を受けていた。ティーチとヴェインは、イスラエル・ハンズやロバート・ディール、キャラコ・ジャックのような悪名高い海賊たちと一緒にオクラコーク島の南端で数日過ごした。

### アレクサンダー・スポッツウッド

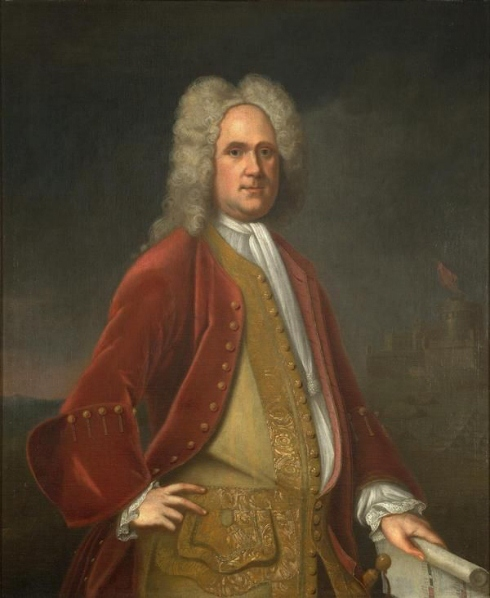
バージニア植民地総督アレキサンダー・スポッツウッド

ティーチとヴェインが一時的に手を結んだニュースは近隣の植民地全体に広がり、心配したペンシルベニア植民地総督は海賊逮捕のために2隻のスループ船を派遣するのに及んだほどだった。バージニア植民地総督アレクサンダー・スポッツウッドもまた、引退したとされる海賊やその船員が、ほど近いノースカロライナに住んでいたために警戒した。実際、ティーチの元手下たちのいくらかは既にいくつかのバージニア植民地の港町に移り住んでいたが、7月10日にスポッツウッドは、すべての元海賊たちは当局に名乗り出ること、武器の携行は許さないこと、3人以上での旅行を禁じることを宣言した。王室直轄領の植民地の長としてスポッツウッドは、ノースカロライナの為政者たちを侮蔑して見ていた。なぜなら、カロライナの者たちに海賊を抑える能力があるとは思っていなかったし、だから元海賊たちは金に困れば、すぐにかつての仕事に戻ってバージニアの商業に混乱を与えると疑っていた。
スポッツウッドは、アン女王の復讐号の元クォーターマスターであったウィリアム・ハワードがこの地域にいたことを知り、彼がティーチの居場所を知っているのではないかと考え、彼と彼の2人の奴隷を逮捕した。しかし、スポッツウッドは、海賊を裁判にかけるための法的権限を持たず、その結果、ハワードの弁護を担当したジョン・ホロウェイは、彼を逮捕した英国艦ライム号のブランド艦長を告訴した。加えてホロウェイは、ハワードの代理人として500ポンドの損害賠償を訴え、これが不当逮捕だと主張した。
スポッツウッドの諮問委員会はウィリアム3世の法令を引用し、総督は危急の場合には陪審員なしで海賊を裁判にかける権限を有し、ティーチの存在はまさに危険であるため適法という見解を出した。ハワードに対する起訴内容は、恩赦後にいくつかの海賊行為に関与したというものであったが、その被害は「スペイン王国に所属するスループ船」であって、スポッツウッドの管轄外の地域及び船舶であったが、その事実を無視し合法な裁判とした。また別の2件の襲撃容疑もかけられ、その1つはチャールズタウン・バー沖での奴隷船の拿捕であり、ハワードの奴隷の1人はその時のものと推定された。ハワードは海賊行為の容疑で代理海事裁判所の審議に送られたが、ブランド艦長と彼の同僚である（英国艦パール号の）ゴードン艦長は、ホロウェイを相手にすることを拒んだ。ホロウェイは、スポッツウッドが「（ホロウェイよりも）尊敬すべき人物」と評するバージニア植民地司法長官ジョン・クレイトンに交代させられて、法廷から退去させられ激怒したが他に選択肢はなかった。ハワードは有罪判決を受けて絞首刑を宣告されたが、ロンドンの委員会はスポッツウッドに1718年7月23日以前の海賊行為は赦免するよう命令し、死刑は免れた。
スポッツウッドはハワードからティーチの居場所に関する貴重な情報を聞き出し、彼を捕まえるために管轄外のノースカロライナに自分の部隊を送ることを画策した。スポッツウッドは、ノースカロライナの提督と敵対する2人の男、エドワーズ・モーズリーと、モーリス・ムーア大佐の協力を得た。さらに商務庁を通して王室にティーチの逮捕によって経済的利益を得られるかもしれないと提案した。スポッツウッドはおそらくティーチが莫大な財宝を隠し持っていると信じており、個人的にもこの計画に出資していた。スポッツウッドは、パール号とライム号の艦長であるゴードンとブランドに陸路でバスへ向かうよう命令した。そして英国艦パール号に所属するロバート・メイナード大尉に2隻の指揮権を与え、海から町に近づくものとした。ティーチの逮捕を目指す執拗な動機は、王室から賜ることができるかもしれないもの以上に、バージニア植民地議会からの報奨金だった。
11月17日、メイナードは2隻の武装スループ船の指揮を執ることになった。彼は、英国艦パール号から33名、英国艦ライム号から24名の計57名を与えられた。メイナードは2隻の内、大きい方を乗艦に選びジェーン号と名付け英国艦パール号の人員を充てた。もう1隻の方はレンジャー号と名付け、メイナードの部下の一人ハイドが艦長に命じられた。2隻に元々乗っていた民間の乗組員の何人かも船に残っていた。11月17日、彼らはジェームズ川に沿ってケコダンから出航した。この行軍速度は遅く、ブランドがバスに到着するための時間的猶予が与えられた。ノースカロライナに向けて出発した6日後、11月23日にブランドはバスの3マイル以内に到着した。ブランドの部隊には、他植民地の兵隊がやってきたことに対する抗議を伝えるために、ムーア大佐やエレミアベイル大尉を含む数人のノースカロライナ人が派遣された。ムーアはティーチがそこにいるかどうかを確かめるために町に入り、彼はいなかったが海賊がいることは期待できると報告した。その後、ブランドはイーデンン総督の家に行き、自分のたちの目的を通達した。翌日、ブランドはパムリコ川に沿って2つのカヌーをオクラコークの入り江に送り、ティーチが発見できるか確認した。彼らは2日後に戻り、最終的に何があったかを報告した。

### 最後の戦い
11月21日の夜、メイナードはオクラコーク島の内側に海賊船が停泊しているのを発見した。メイナードは停止させた自船から、彼らの船の位置を確認したが、水路や浅瀬といった地理が不確かであるため、攻撃は翌朝まで待つことにした。メイナードはティーチを海に逃さないようにするため、自分たちの存在がばれないよう島への航路上に入らないように気をつけ、さらに2隻に見張り台を置いた。ティーチは客をもてなすのに忙しく、島の反対側に見張りを配置していなかった。イスラエル・ハンズは約24人のアドベンチャー号の船員と共にバスに上陸した。彼もまた非常に乗組員が減っていた。『海賊史』では、海賊船には「乗船している者は25人以下だった」ことや、「すべての船を合わせても40人ほどしかいなかった」ことが記されている。「13の白人と6人の黒人」がいたというのは、後にブランドによって提督に報告された数である。
夜明け、小船が鳴らした音を合図にメイナードが指揮する2隻のスループ船が水路に突入した。小船はすぐにアドベンチャー号に捕捉され、その大砲の射程に入ると間もなく砲火を浴びた。船が迅速にジェーン号の方へ撤退している間に、ティーチはアドベンチャー号の錨綱を切り離した。船員たちは帆を巻き上げるとアドベンチャー号の右舷の大砲がメイナードのスループ船に向くように操縦し、徐々に射線を合わせた。ハイドがレンジャー号をジェーン号の左舷側に動かすと両船は、連合旗を掲げた。アドベンチャー号はオクラコーク島の浜の方へ船体を向け、狭い水路に向かった。その次に起こったとされることは不明確である。『海賊史』では小火器による射撃の後、アドベンチャー号が砂州に座礁し、メイナードは浅瀬を通り過ぎるために船を停止させて船体を軽くさせたという。別の記録ではジェーン号とレンジャー号も座礁したとされているが、メイナードの航海日誌ではこれらの言及はない。
確かなことは、アドベンチャー号が2隻に向けて大砲の砲火を浴びせたことである。舷側（舷側砲）は壊滅的であり、一瞬にしてメイナードはその3分の1の戦闘能力を失った。ジェーン号は約20人の死傷者を出し、レンジャー号では9人であった。ハイドも死亡し、彼の第二と第三大尉も死亡か重傷を負った。彼のスループ船は酷く損傷を受けたために、もはや攻撃できるような状態ではなかった。先述のようにこの戦闘の記録はだいぶ混乱の様相を呈しており不明確であるが、おそらくジェーン号からの小火器射撃がアドベンチャー号のジブシートを切断し、そのため船は制御を失って砂州に乗り上げた可能性がある。また、ティーチによる圧倒的な攻撃の結果、ジェーン号とレンジャー号も座礁したかもしれない。こうして戦いはどちらが最初に船を海上に復帰させるかの勝負になったと思われる。

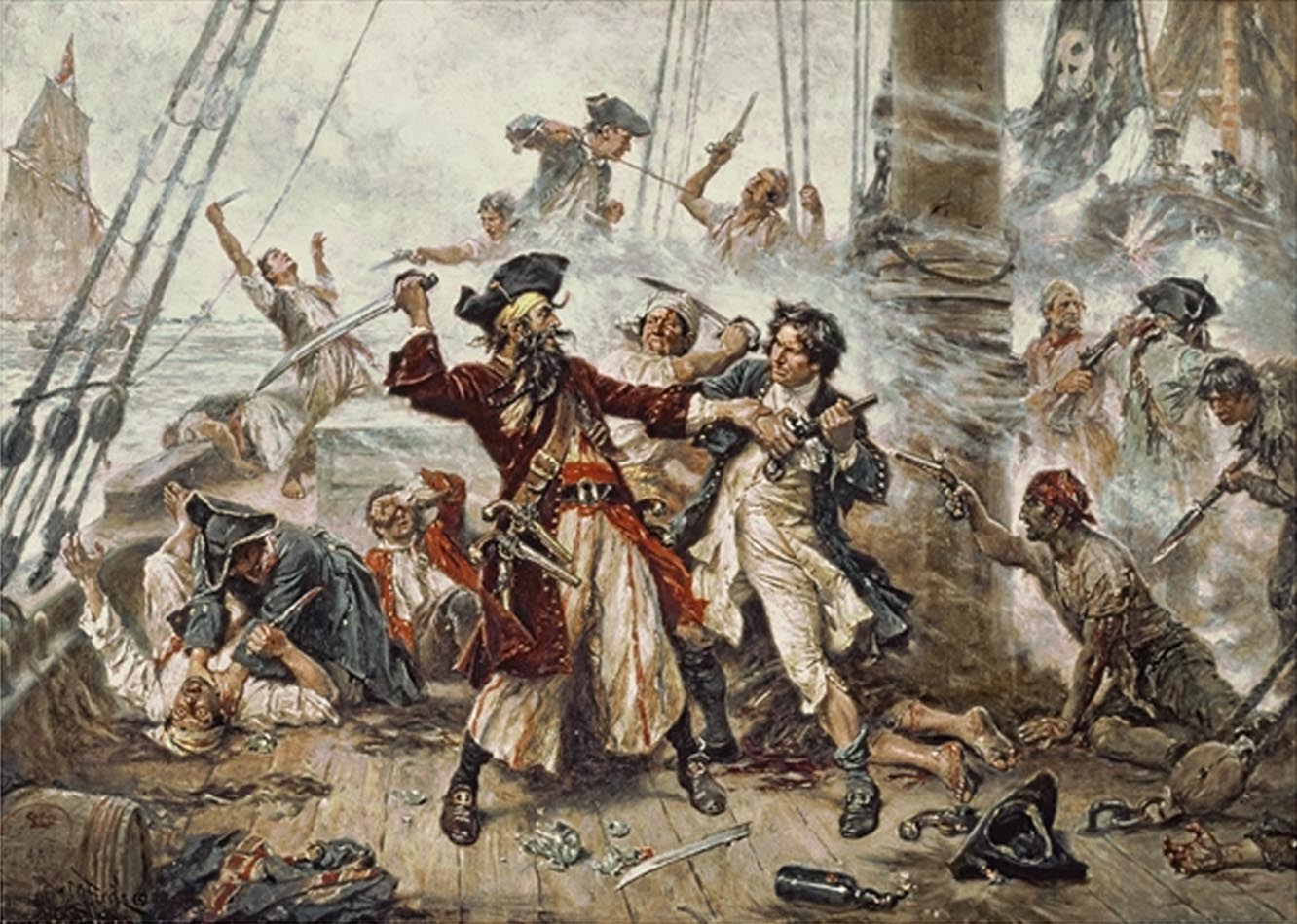
「海賊黒髭の拘束（1718年）」。ジーン・レオン・ジェローム・フェリスによる1920年の作品。

メイナードは、敵が乗り込んでくることを見越して、部下の多くを甲板下に待機させ、白兵戦に備えるように言った。ティーチは船の距離が縮まるのを見て、手下たちに戦闘を準備するように命じた。アドベンチャー号のグラップリングフックが標的を捉え、2隻が接着すると、導火線に火のついた手榴弾（火薬と銃弾が詰まった瓶で作られている）が甲板に投げ込まれ爆発した。煙が晴れるとティーチは手下を率いて船に乗り込んだが誰もいないことに気づき、船尾にいたメイナードの小隊に向かって手下たちに発砲させた。
船内に待機していたメイナードの部下たちは甲板に飛び出すと、叫び、発砲した。ティーチと彼の手下たちを驚かせる作戦はうまくいき、この攻撃で明らかに彼らは動揺した。そして2つのグループによる戦いは、先のティーチの攻撃によって舷側が破壊され、大量の死傷者の血で滑りやすくなっている甲板で始まった。メイナードとティーチは、互いのフリントロック式銃を発砲して捨てた。ティーチのカトラスは、メイナードの剣を折った。周りでは優れた練度と僅かな数の差によって、海賊たちは船首に向かって押し返されていた。そして、ジェーン号の船員たちは、それまで孤立していたメイナードとティーチを取り囲んだ。メイナードが再び発砲しようとすると、ティーチは移動して攻撃しようとしたが、その時、メイナードの部下の一人の攻撃がティーチの首元に当たった。重傷を負ったところを、ティーチは数人の攻撃を受けて殺された。他の海賊たちはすぐに降伏した。アドベンチャー号に残っていた者たちもレンジャー号の船員によって拘束された。その中には火薬庫に火をつけて船を爆破しようとしていた者もいた。この戦闘による死傷者リストは、いくつか内容が異なって存在する。メイナードは8人の部下と12人の海賊が死んだと報告した。ブランドの報告では死亡したのは10人の海賊と11人のメイナードの部下だった。スポッツウッドは10人の海賊と10人の王の臣民が亡くなったと述べている。

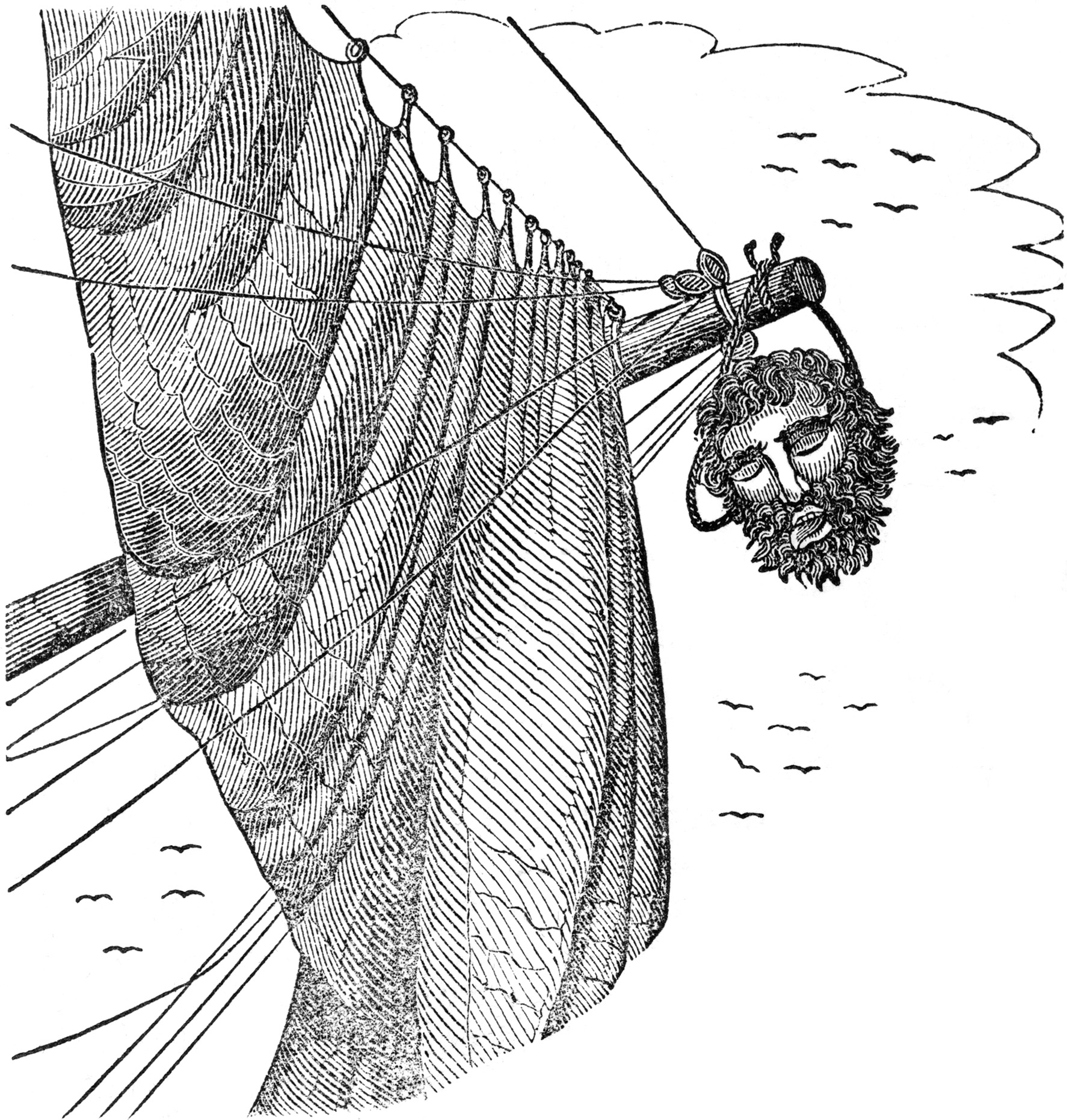
チャールズ著『The Pirates Own Book』(1837年)に描かれているように、ティーチの首はメイナードの船のマストにぶら下げられた。

メイナードがティーチの死体を検分すると、銃創が5つ、太刀傷がおよそ20に及んでいた。他にトビアス・ナイトからの手紙を含む、いくつかの書状も持っていた。ティーチの死体の胴体は入り江に投げ捨てられ、頭部は討伐の証拠としてメイナードの船のマストに吊り下げられた。

### 死後
メイナード大尉はさらに数日間、オクラコークに留まり、船の修理や死亡者の埋葬を行った。ティーチの略奪品（砂糖、ココア、インディゴ、綿）は、「海賊船内や、その側に設営されたテントの中」から見つかり、トビアス・ナイトの納屋にあった砂糖や綿と合わせて2,238ポンドで売られた。スポッツウッドはこの収益の全額を今回の作戦の費用に充てた。ティーチに掛けられた懸賞金は約400ポンドであったが、これはライム号とパール号の船員達に分配された。しかし、ブランド艦長と彼の部隊は死にたくなくて戦いに参加していなかったのだから、この分配は非常に不公平だとメイナードは考えた。ところが、こうしたメイナードの不満も、彼と彼の部下たちがティーチの略奪品から約90ポンド分くすねていたことが発覚したために、もしかしたら認められたかもしれない抗議ができなくなってしまった。また、2つの部隊に対する懸賞金の支払いが実施されたのは4年後だったし、その勇敢さにもかかわらずメイナードは昇進されなかった。その後の彼については不明瞭なまま消えてしまう。

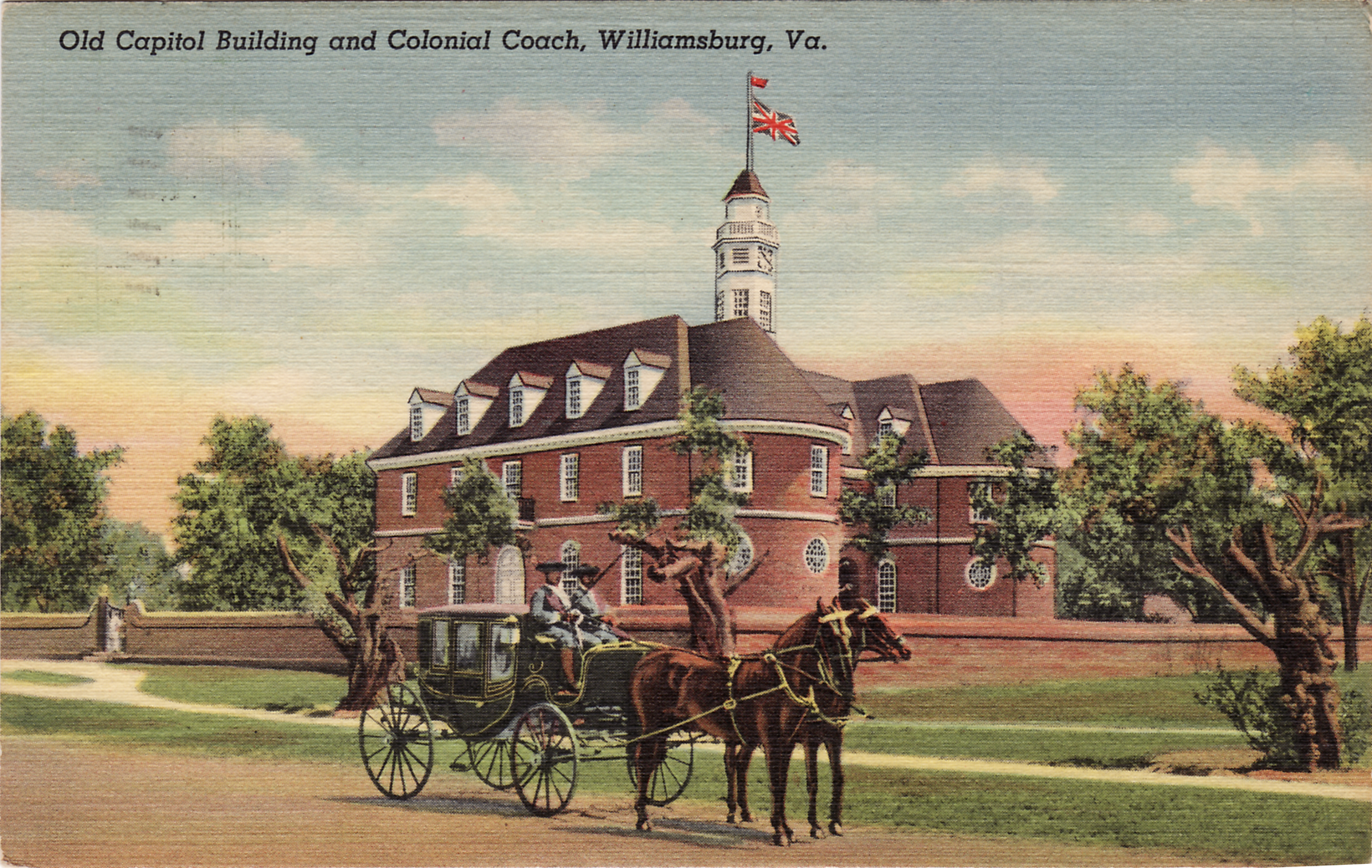
ウィリアムズバーグの議事堂

ティーチの手下たちと、元仲間たちはバスのブランドで発見されてバージニア植民地のウィリアムズバーグに移送され、海賊行為の容疑で投獄された。何人かは黒人で、スポッツウッドは、彼の諮問委員会に「これらの黒人たちが他の海賊と同じ裁判を受けることを免除するための状況」について何ができるか、迅速に諮問した。それにもかかわらず、1719年3月12日、男たちはウィリアムズバーグの議事堂で開かれた裁判にかけられた。その日の訴訟記録は残っていないが、16人中14人が有罪となった。無罪となった2人の内、一人は前夜にゲストとして酒盛りに参加しただけであり、明白に海賊ではなく無実であることを証明した。もう一人はイスラエル・ハンズで、彼は戦闘には参加していなかった。ハンズは、酒盛りの最中にティーチに膝を撃たれたことや、王の恩赦を受けていることを訴えた。残りの海賊は絞首刑にされ、その死体はウィリアムズバーグの議事堂の道沿いに腐敗するまで晒された（その後、しばらく「Gallows Road（絞首刑通り）」として知られていた）。
スポッツウッドがノースカロライナの自治権を侵したことは、確実にイーデンを困惑させたが、スポッツウッドはいささかも私欲に基づくものではないと抗弁した。スポッツウッドは、カロライナ植民地の出資者であるカーテレット卿に、押収した資産の売却益を得られるかもしれないことや、自分たちの権益を守るために亡くなったバージニアの人たちのことを思い起こすよう訴えた。また、彼はイーデンが「作戦の成功に何ら寄与しない」と示唆することで、作戦の機密性を主張し、海賊を逮捕する根拠は、王命に由来するとイーデンに言った。イーデンはティーチと深い関係にあったことを強く批難され、共犯者であるとまで指摘された。イーデンを批判することによって、スポッツウッドは自分の侵害行為の合法性を強化しようと意図していた。スポッツウッドは目的によって手段を正当化できると考えていたのかもしれないが、実際にはノースカロライナに一方的に派兵したことに何ら法的根拠はなかったし、海賊を逮捕することも、その略奪品を押収したり競売にかける権限もなかった、とリーは指摘している。イーデンも間違いなく同じ考えを持っていた。スポッツウッドはトビアス・ナイトもティーチの協力者であったと批判したため、1719年4月4日にイーデンはナイトに対する尋問を認めた。数週間前、イスラエル・ハンズは、1718年8月にティーチがフランス船をノースカロライナに運び込んだ直後にナイトがアドベンチャー号に乗船していたと証言していた。また、4人の海賊はティーチと一緒に贈り物を渡すためにナイトの家に行ったと証言した。これら証言とメイナードが黒髭の死体から発見したナイトの手紙によって、このナイトにかけられた容疑は説得力があるように見えたが、彼はその能力で上手く立ち回って反論した。ナイトは死病に冒されながらも、スポッツウッドの用意した証言者たちの信頼性を疑問視し、イスラエル・ハンズの証言は強迫された下で行われたことや、ノースカロライナの法によってアフリカ人の証言は認められないことを挙げた。また、自分の家に保管されていた砂糖は合法的なものであり、ティーチは我々が許可した範囲の仕事に関してのみ訪問したに過ぎないと主張した。理事会はすべての罪状に対し、ナイトを無実とした。そして彼はその年の内に亡くなった。
イーデンは、ナイトに対する裁判について何の役割も果たせないことに苛ついていた。ブランドが押収した物品は、公的なノースカロライナの資産であり、イーデンはこれを泥棒行為とみなしていた。この論争は1722年3月17日にイーデンが亡くなるまで植民地間でやり取りされた。こうしたイーデンの指摘は、スポッツウッドの政敵の一人、ジョン・ホロウェイに引き継がれ利用された。同年、スポッツウッドは、長年に渡ってバージニア評議会で有力者のブルージュ家と敵対していたこともあり、ロバート・ウォルポールによって総督を解任され、後任にHugh Drysdaleが着任した。

## 現代における黒髭のイメージ
海賊に関する公的な見方は、現代の作家が海の卑劣な悪党としばしば描写するのとは、まったく異なる場合がある。海賊となった私掠船は、一般にイギリス政府は予備の海軍とみなしていたし、時には積極的に奨励したこともあった。遡れば、1581年に、フランシス・ドレークは、推定で1,500,000ポンド相当の略奪と共に世界一周の冒険を果たしてイギリスに戻ってきた時にエリザベス1世から騎士に叙勲されている。イギリスは戦争の危機に瀕すれば王の恩赦を定期的に出したくらいで、このため海賊に対する国民の感情はしばしば好意的ですらあったし、一部には後援者（パトロン）のような存在だと考えている者もいた。経済学者のピーター・リーソンは、無教養の野蛮な者たちという現代のイメージから遠く離れて、海賊たちは一般的には抜け目ないビジネスマンだったと考えている。ウッズ・ロジャーズによる1718年のニュープロビデンスの到着と、及び海賊共和国の終焉を期に、西インド諸島における海賊行為は減少していった。海賊たちは略奪品を売るのが困難になっていったため、その生活は苦しいものとなっていったし、さらにイギリス、フランス、スペイン間でほぼ一世紀に渡る海戦が続く中（このため船乗りたちは雇用には困らなかった）、私掠船一隻に対してイギリス帝国が商船を守るために雇った強力な船舶は数でも勝っていた。奴隷貿易の活況は西インド諸島において海賊が跋扈する状況を終わらせる一因ともなり、もはやかつてのように海賊が繁栄することはなかった。
いわゆる海賊の黄金時代の終わり以来、ティーチの功績は伝説となり、本や映画、あるいは遊園地のアトラクションにさえも影響を与えた。彼について知られていることの多くは、1724年にイギリスで出版されたキャプテン・チャールズ・ジョンソンの『海賊史』を典拠としている。この時代の海賊に関する権威を持ち、アン・ボニーやメアリ・リードのような人物に関するジョンソンの説明は、何年にも渡って、これらを調べる者の必読書とされてきた。『海賊史』は人気を博し、すぐに2版が出版されるなどしたが、著述家のアンガス・コンスタムは、ジョンソンの黒髭の説明は「もっとセンセーショナルにするために、多少誇張されている」と疑問を呈している。ただ、それでも『海賊史』は一般には信頼できる史料と考えられている。ジョンソンは偽名の可能性があるが、彼の説明は私信あるいは公文書に基づいて裏付けられているため、リーは彼の正体が誰であろうと公文書を閲覧する何らかの権限はあったはずだと指摘している。ジョンソンの正体について、コンスタムは推測として、イギリスの劇作家チャールズ・ジョンソン、イギリスの発行人チャールズ・リヴィントン、あるいは作家ダニエル・デフォーの可能性を挙げている。著述家のジョージ・ウッドベリーは、1951年の著作 『The Great Days of Piracy』の中で、ジョンソンは「明らかな偽名」であり、「彼が海賊だったと疑われることは避けられない」と指摘している。

ティーチは敵を脅かすために死体の頭と「血まみれの旗（bloody flags）」の海賊旗を使用していたと知られている。しかし、一般に黒髭の旗として知られている骸骨が心臓を突き刺し、悪魔と杯を交わしている図案は、おそらく実際には黒髭が使用したことはない 。

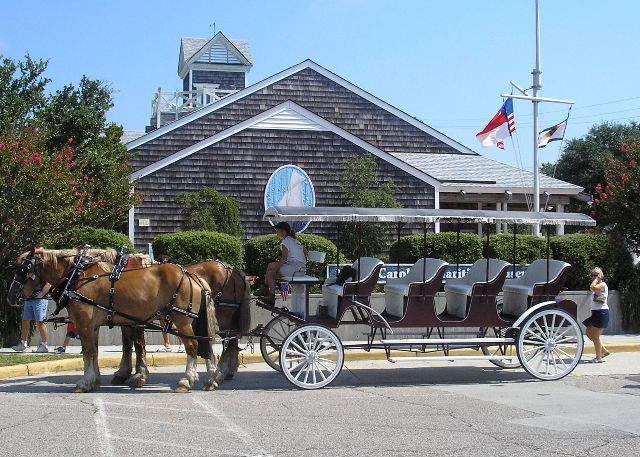
ノースカロライナ海洋博物館

その悪名の高さに反して、ティーチは最も成功した海賊ではない。ヘンリー・エイヴリーは資産家として海賊から足を洗うことができたし、バーソロミュー・ロバーツは、ティーチに対し推定5倍の略奪品を得ている。『海賊史』によれば、黒髭は死の前日に部下に財産の在処を尋ねられて「そいつは俺と悪魔しか知らねえ。一番長生きした奴がかねを持っていくのさ」と答えたという。別枝達夫によれば、この逸話はこの場に居合わせた海賊の一人が、ティーチの死後の裁判において明らかにしたものだとし、この証言から黒髭の隠し財宝伝説が誕生したとしている。長い間、トレジャーハンターたちは、金銀財宝を求めて、黒髭が財宝を隠したという噂のある場所を探し続けたが、アメリカ東海岸に沿って探検された多くの場所で見つかったものは、これまで黒髭と関係はない。いくつかの物語には、彼らが戦利品の隠し場所で捕虜を殺害したことが示唆されている。ティーチの場合も例外なくこの手の逸話が存在するが、それに基づいて財宝が見つかったという例外もない。
一般的にはカリブ海における「海賊の隠し財宝」というものは、それを裏付ける証拠すら存在しない現代の作り話と考えられている。入手可能な記録には『宝島』のようなフィクションを除いて、カリブ海の海賊が財宝を隠すことが一般的だったことを示すものは何もない。こうしたことが事実であれば、戦利品を貯め込むことができた裕福な者がいたことを意味するが、これは戦利品は仲間内で公平に分配するという海賊船の指揮構造を無視している。財宝を隠したことが知られている唯一の海賊はウィリアム・キッドである。これまでにティーチから回収された唯一の財宝は、1996年に発見されたアン女王の復讐号とみられる船の残骸から回収されたものだけである。2009年の時点で、25万点の遺物が回収された。このセレクションはノースカロライナ海洋博物館で一般公開されている。
ティーチの亡霊について様々な迷信がある。海上に原因不明の光が見える時、これはしばしば「ティーチの灯（Teach's light）」と呼ばれ、かの悪名高き海賊は、あの世で友人や悪魔から自分だと認識されてもらえないために、頭を探して彷徨っているという。また、ノースカロライナに伝わる話として、ティーチの頭蓋骨は銀の杯の素材に用いられたのだと、1930年代のある夜に酔っ払った地元の裁判官が言っていたという。
黒髭の名前は、チャールストンの「黒髭の入り江（Blackbeard's Cove）」のように多くの地元の観光名所に使用されている。
彼の名前やキャラクターもまた文学でよく題材となっている。例えばMatilda Douglasの1835年のフィクション作品『Blackbeard: A page from the colonial history of Philadelphia（黒髭：フィラデルフィア植民地史の一ページ）』は、この通り主題に使われている。漫画では『ONE PIECE』に登場する海賊、マーシャル・D・ティーチ（黒ひげ）のモデルである他、エドワード・ニューゲート、サッチも黒髭から名前がとられている。
彼の人生を主題とした映像作品には『Blackbeard the Pirate』（1952）、『Blackbeard's Ghost』（1968）、『カリブの海賊王』（2005）、そして2006年のHallmark Channel製作のミニシリーズ『Blackbeard』がある。2003年の映画『パイレーツ・オブ・カリビアン/呪われた海賊たち』では、主人公ジャック・スパロウは、『海賊史』の黒髭と類似点が多い。黒髭は最近の2つのテレビシリーズでも中心人物として描かれている。2014年の『Crossbones』ではジョン・マルコヴィッチが演じ、2016年から2017年にかけて『Black Sails/ブラック・セイルズ』のシーズン3と4においてイギリスの俳優レイ・スティーブンソンが演じた。また『海賊になった貴族』（2022年-）ではタイカ・ワイティティが演じている。